# Metà
Metà es el segundo álbum de estudio del dueto italiano Sonohra.
Este álbum fue realizado en los estudios Abbey Road, célebres por haber sido utilizados por The Beatles.
Antes de su lanzamiento, en diciembre de 2009 fue lanzado el primer sencillo de este álbum, Seguimi O Uccidimi. Participaron con la canción Baby en el Festival de la Canción de San Remo.

## Lista de canciones
1. Seguimi o Ucidimi - 4:04
2. Solo Stasera - 4:06
3. Good Luck My Friend - 4:10
4. Lucille - 3:37
5. Ama Ancora - 4:53
6. Prendimi Adesso - 4:19
7. Baby- 4:34
8. M'Illumino Diverso - 5:45
9. Metà - 4:24
10. Sto Nel Rock - 4:33
11. Pelle Nera d'Anima - 4:45

- Datos: Q3855775